# The First Deadly Sin
The First Deadly Sin (El primer pecado mortal) es una película de 1980 producida y protagonizada por Frank Sinatra, junto a Faye Dunaway, David Dukes, Brenda Vaccaro, James Whitmore, Martin Gabel en su último papel, y Bruce Willis en su debut cinematográfico. Se basaba en la novela homónima de Lawrence Sanders.
Última de las nueve películas producidas por Sinatra y su última actuación cinematográfica, en ella interpreta a un problemático policía de Nueva York, Edward X. Delaney. Faye Dunaway tiene un pequeño papel como la esposa enferma del detective.
Se estrenó el 23 de octubre de 1980, en el Teatro Loew's State en Times Square.

## Elenco
- Frank Sinatra como Edward X. Delaney
- Faye Dunaway como Barbara Delaney.
- David Dukes como Daniel Blank.
- George Coe como Dr. Bernardi
- Brenda Vaccaro como Monica Gilbert.
- Martin Gabel como Christopher Langley.
- Bruce Willis como hombre entrando al restorán (no acreditado).

## Recepción
Roger Ebert y Leonard Maltin elogiaron la actuación de Sinatra como una de las mejores, mientras que la hija, Nancy Sinatra, comentó en su libro Sinatra: An American Legend que se trataba de una película con la que su padre estaba muy entusiasmado.